# توم هوفر
توم هوفر (بالإنجليزية: Tom Hoover)‏ مواليد 23 يناير 1941 في واشنطن العاصمة، هو لاعب كرة سلة أمريكي سابق. بدأ مسيرته الاحترافية في سنة 1962. تم اختياره من قبل فريق فيلادلفيا سفنتي سيكسرز خلال الدرافت. يبلغ طوله 6 قدم 9 بوصة (2.1 م). اعتزل اللعب في 1970.

## المسيرة الاحترافية
لعب مع نيويورك نيكس من سنة 1963 إلى 1965، ثم لعب مع أتلانتا هوكس في سنة 1967، ثم لعب مع دنفر ناغتس في سنة 1967، ثم لعب مع بروكلين نتس في سنة 1968.

## روابط خارجية
- توم هوفر على موقع إن بي أي (الإنجليزية)
- توم هوفر على موقع سبورتس رفرنس (الإنجليزية)
- توم هوفر على موقع كلية كرة السلة في سبورتس رفرنس.كوم (الإنجليزية)
- توم هوفر على موقع ريلجم (الإنجليزية)
- توم هوفر على موقع بروبوليرز (الإنجليزية)